# Гомоіконність
«Гомоіконність» (англ. Homoiconicity) — властивість мови програмування, у яких нема синтаксичного розрізнення між інструкціями програми і даними. Завдяки цьому код програми описується, як структура даних, яка однозначно відповідає її синтаксичному дереву. Це дозволяє мові легко описувати метапрограми, які можуть динамічно міняти свої інструкції. Наприклад, у Common Lisp та Scheme і код, і дані, описуються у вигляді так званих «списків». Машинні команди в архітектурі фон Неймана теж є гомоіконними, бо розглядають інструкції й дані узагальнено, як послідовність байтів.